# Sakena Yacoobi

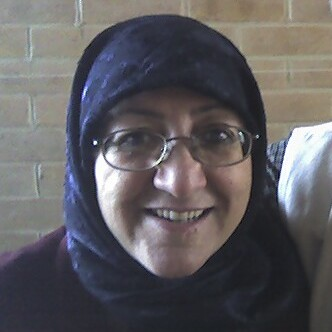
Sakena Yacoobi (2006)

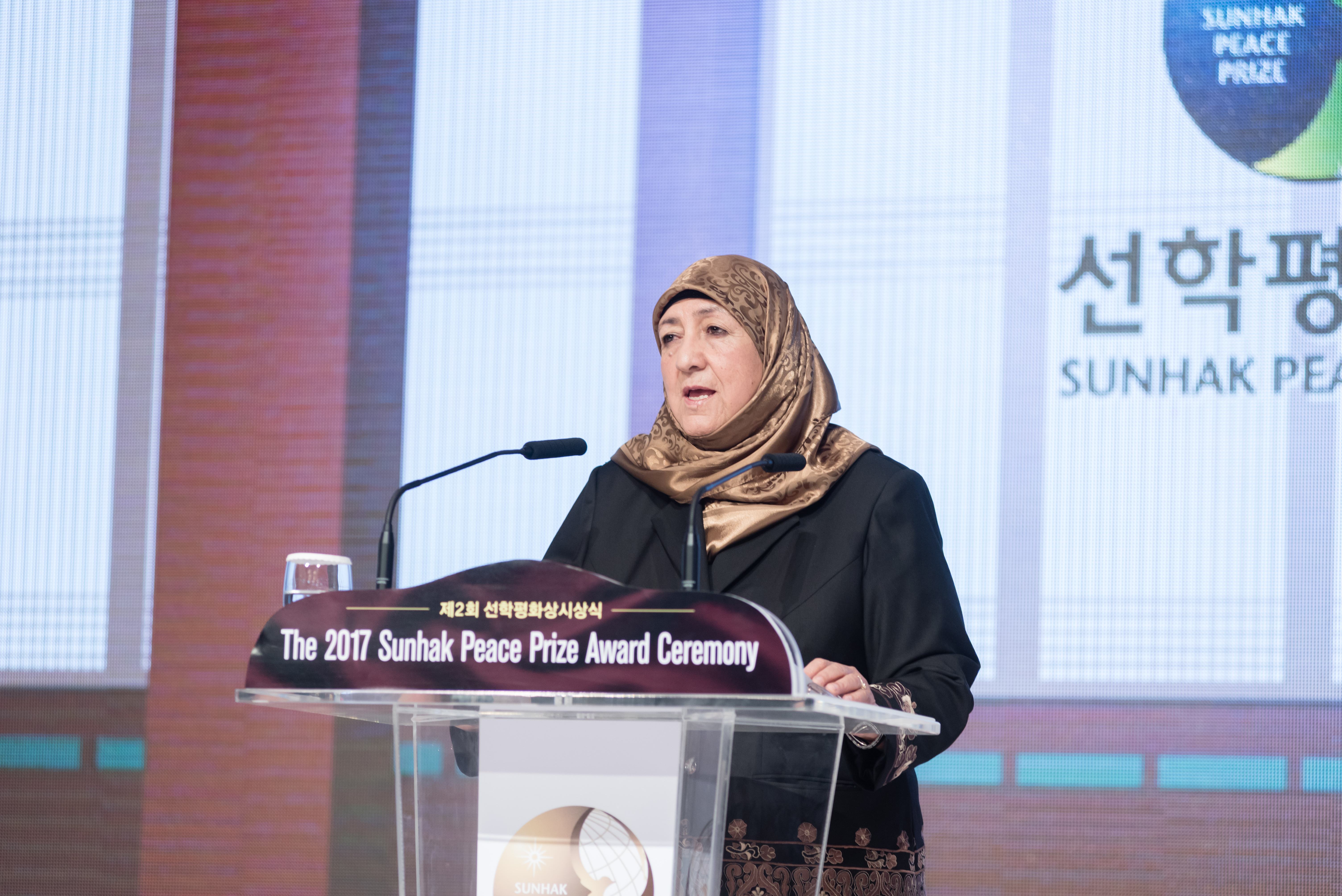
Sakena Yacoobi bei der Verleihung des Sunhak-Friedenspreises, Februar 2017

Sakena Yacoobi (persisch: سکینه یعقوبی) ist eine afghanische Aktivistin, die für ihre Arbeit zur Förderung des Zugangs zu Bildung für Frauen und Kinder bekannt ist. Sie ist Gründerin und Geschäftsführerin der von Frauen geführten NGO Afghan Institute of Learning. Für ihre Arbeit erhielt Yacoobi internationale Anerkennung, darunter den Opus-Preis 2013, den WISE-Preis 2015, den Harold W. McGraw-Preis für Bildung 2016 und einen Ehrendoktortitel der Princeton University.

## Biografie
Sakena Lida Yacoobi wurde in Herat, Afghanistan, als Tochter einer schiitischen Familie geboren und zog in den 1970er Jahren in die Vereinigten Staaten. 1977 erwarb sie als erste in ihrer Familie einen Bachelor-of Arts-Abschluss in Biowissenschaften an der University of the Pacific, Stockton, Kalifornien. 1981 erwarb sie einen Master-Abschluss in Gesundheitswesen von der Loma Linda University. Yacoobi lehrte als Professorin für Biologie, Mathematik, Psychologie und arbeitete als Gesundheitsberaterin an der D’Etre Universität in Grosse Pointe, Michigan. 1992 kehrte sie nach Afghanistan zurück. Ihren Eltern half sie in die USA zu emigrieren wegen der Invasion der Soviet Union in Afghanistan. 1992 arbeitete sie mit afghanischen Flüchtlingen in Pakistan und arbeitete als Leiterin des International Rescue Committees. Sie veröffentlichte acht Leitfäden zur Lehrerausbildung in Dari (Farsi, Persisch) Sprache, bekannt als The Mother of Afghan Education (Die Mutter der Erziehung in Afghanistan). In Pakistan, Peshawar, leitete und koordinierte Yacoobi das Erziehungsprogramm für afghanische Frauen des UNO Programms für die Afghanistan Flüchtlingshilfe (ACBAR, Afghan Relief). Zusätzlich zu ihrer Arbeit für das Afghan Institute of Learning ist Yacoobi auch Mitbegründerin und Vizepräsidentin von Creating Hope International, einer gemeinnützigen Organisation mit Sitz in Michigan. 1995 gründete Sakena Yacoobi in Afghanistan das Afghanische Institut für Lernen (AIL, Afghan Institute of Learning). Mehrere private Projekte, darunter Schulen. Krankenhaus, TV Meraj Station und ein Radiosender Meraj sind auch Teil des Sakena Fund.

## Afghanisches Institut für Bildung
Im Jahr 1995 gründete Yacoobi das Afghan Institute of Learning, um afghanischen Frauen eine Lehrerausbildung zu ermöglichen, Kindern den Zugang zu Bildung zu erleichtern und Familien Gesundheitserziehung zu ermöglichen. Ziel der Organisation ist es, von der Basis aus Bildungs- und Gesundheitsdienste für benachteiligte afghanische Frauen bereitzustellen, darunter Frauen in ländlichen Gebieten und aus armen Familien in Städten.
In den 1990er Jahren, nach der landesweiten Schließung von Mädchenschulen durch die Taliban, unterstützte das Afghan Institute for Learning 80 Heimschulen im Untergrund und ermöglichte Bildung für 3.000 Mädchen. Nach der Niederlage der Taliban im Jahr 2001 eröffnete das Institut als erste Organisation „Lernzentren“ für afghanische Frauen. Im Jahr 2015 wurde eine Rechtsberatungsstelle eröffnet, die afghanischen Frauen kostenlose Rechtsberatung anbietet.
Das Afghan Institute of Learning bietet Schulungsprogramme an, betreibt Lernzentren, Schulen, medizinische Kliniken und Rechtsberatungsstellen und ist sowohl in Afghanistan als auch in Pakistan tätig.
Yacoobi und das Afghan Institute of Learning haben für ihre Arbeit internationale Aufmerksamkeit und Auszeichnungen erhalten.
Im Jahr 2001 bekam Yacoobi den Bill Graham Award der Rex Foundation in Anerkennung der Bemühungen des Instituts um die Unterstützung von Kindern, die Opfer von politischer Unterdrückung und Menschenrechtsverletzungen wurden. Im Jahr 2003 war sie Co-Preisträgerin des 2003 Peacemakers in Action Award des Tanenbaum Center for Interreligious Understanding und erhielten anschließend den 2004 Women's Rights Prize der Gruber Foundation. 2005 wurde sie mit dem Democracy Award des National Endowment for Democracy ausgezeichnet und für den Friedensnobelpreis nominiert. 2006 erhielt Yacoobi den Citizen Leader Award der University of the Pacific sowie den Skoll Award for Social Entrepreneurship. 2007 wurde sie die erste Ashoka Fellow aus Afghanistan. Sie erhielt die Ehrendoktorwürde der University of the Pacific und den Gleitsman International Activist Award der Harvard University. 2008 wurde ihr die Ehrendoktorwürde der Loma Linda University verliehen, und 2009 erhielt sie den Americans for UNFPA Board of Advocates Award for the Health and Dignity of Women. 2009 wurde sie mit dem Henry R. Kravis Prize in Nonprofit Leadership ausgezeichnet, und im Jahr darauf erhielt sie den Jonathan Mann Award for Global Health and Human Rights sowie den Asia Social Entrepreneur of the Year Award der Schwab Foundation. 2012 wurde sie mit dem World's Children’s Prize ausgezeichnet. Im darauffolgenden Jahr erhielt sie den mit 1 Million Dollar dotierten Opus Prize.
Auf nationaler Ebene erhielt Yacoobi Auszeichnungen vom Bildungsministerium in Herat sowie von den Bezirksregierungen von Mir Bacha Kot, Shakardara, Kalakan und Kabul.
Yacoobi hat sich auch als prominente Rednerin zum Thema Bildung von Frauen und Kindern in Afghanistan einen Namen gemacht, unter anderem mit Vorträgen für die Clinton Foundation, die California Governor’s Conference on Women, das World Economic Forum, das D. D. Kosambi Festival of Ideas, das World Justice Forum und die TEDWomen Conference.
Sie wurde von der BBC als eine der 100 Frauen des Jahres 2017 ausgezeichnet. 2017 erhielt Sakena Yacoobi den Sunhak-Friedenspreis.

## Werke
Women Educating Women in the Afghan Diaspora: Why and How. in: Courtney W. Howland (Hrsg.): Religious Fundamentalisms and the Human Rights of Women. Palgrave MacMillan, New York 2001, ISBN 0-312-29306-2, S. 229–236 (englisch).